# Hôtel de ville de Lübeck
L'Hôtel de ville de Lübeck (en allemand Lübecker Rathaus) est le siège du maire et du conseil municipal de la ville hanséatique de Lübeck, dans le Schleswig-Holstein en Allemagne. Il s'agit d'un édifice de style gothique de brique et de l'un des hôtels de ville les plus importants d'Allemagne.

## Histoire
La construction commença peu après que Lübeck eut reçu l'immédiateté impériale, en 1226. De la construction initiale témoignent encore des parties du mur Sud, de style roman tardif. L'hôtel de ville a été achevé en 1308. En 1435 a été ajoutée la nouvelle chambre de style gothique tardif, à façade pourvue de tours et construite en briques de différentes couleurs, et, environ cent cinquante ans plus tard, le pavillon Renaissance en grès dû aux sculpteurs flamands Hans Fleminck et Hercules Midow (1570-1572). En 1594 fut alors construit un escalier Renaissance de style néerlandais sur la Breite Straße (de), dû au sculpteur flamand Robert Coppens (de). Il conduisait à la salle de la guerre, l'ancien trésor de l'hôtel de ville, qui se trouvait derrière la façade. Il a été détruit en mars 1942, au cours du premier bombardement de Lübeck, et n'est plus utilisé aujourd'hui.
Dans l'hôtel de ville, le conseil de la ville hanséatique se réunissait aussi en tant que tribunal : l'Oberhof de Lübeck (de) était jusqu'en 1820 la cour d'appel pour les décisions d'autres villes relevant du droit de Lübeck.
L'hôtel de ville est aujourd'hui encore le siège du maire et le lieu de réunion du conseil municipal. L'entrée principale ne se trouve pas sur la place du marché (de) mais sur la Breite Straße. La cave est louée à un maître de chai et a son entrée sur la place du marché, sous les arcades Renaissance.
L'ensemble de l'hôtel de ville comprend également la chancellerie (de), de style Renaissance en briques (de), situé au Nord, sur la Breite Straße.

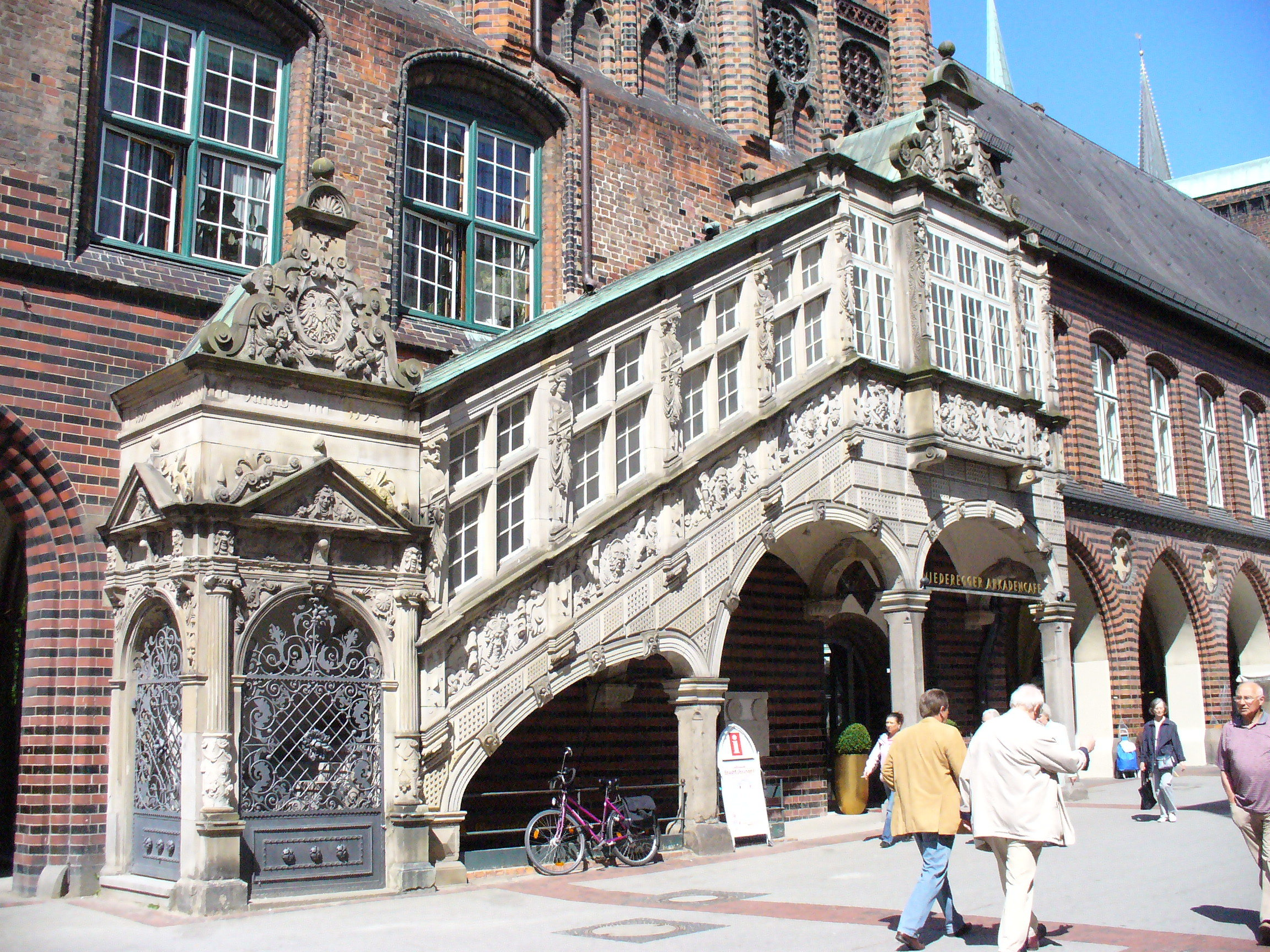
L'escalier Renaissance
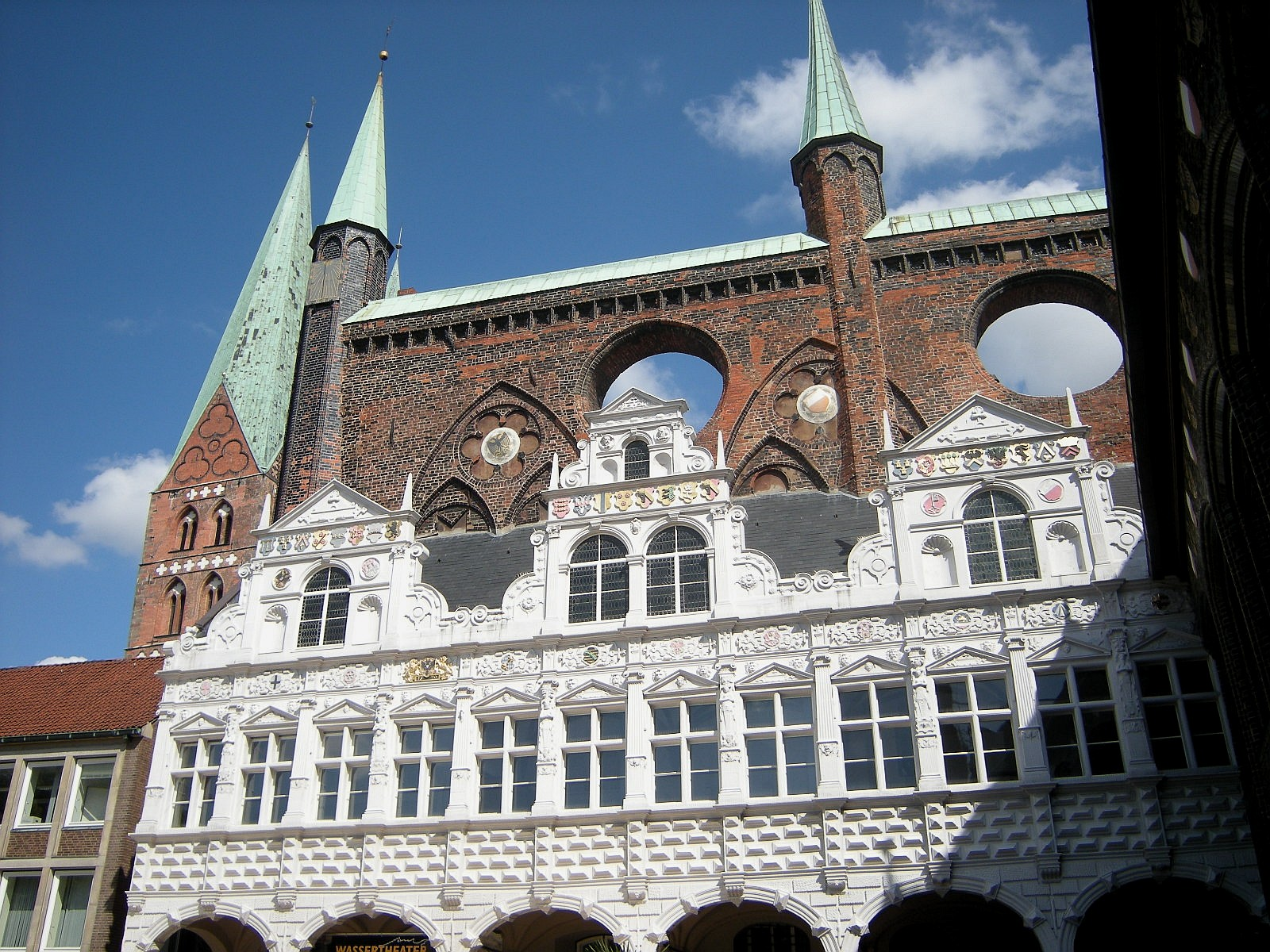
Le pavillon Renaissance
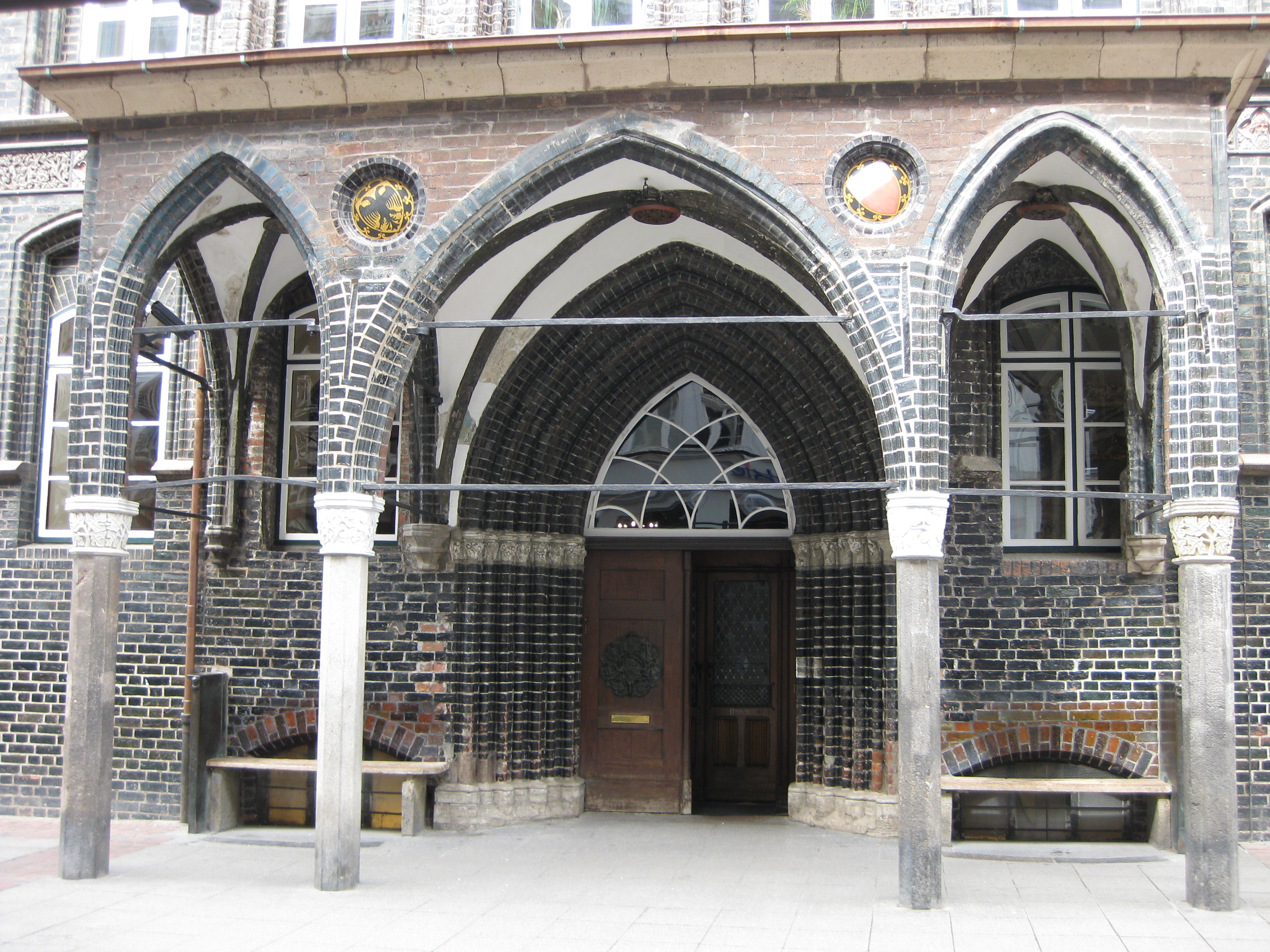
L'entrée principale, sur la Breite Straße
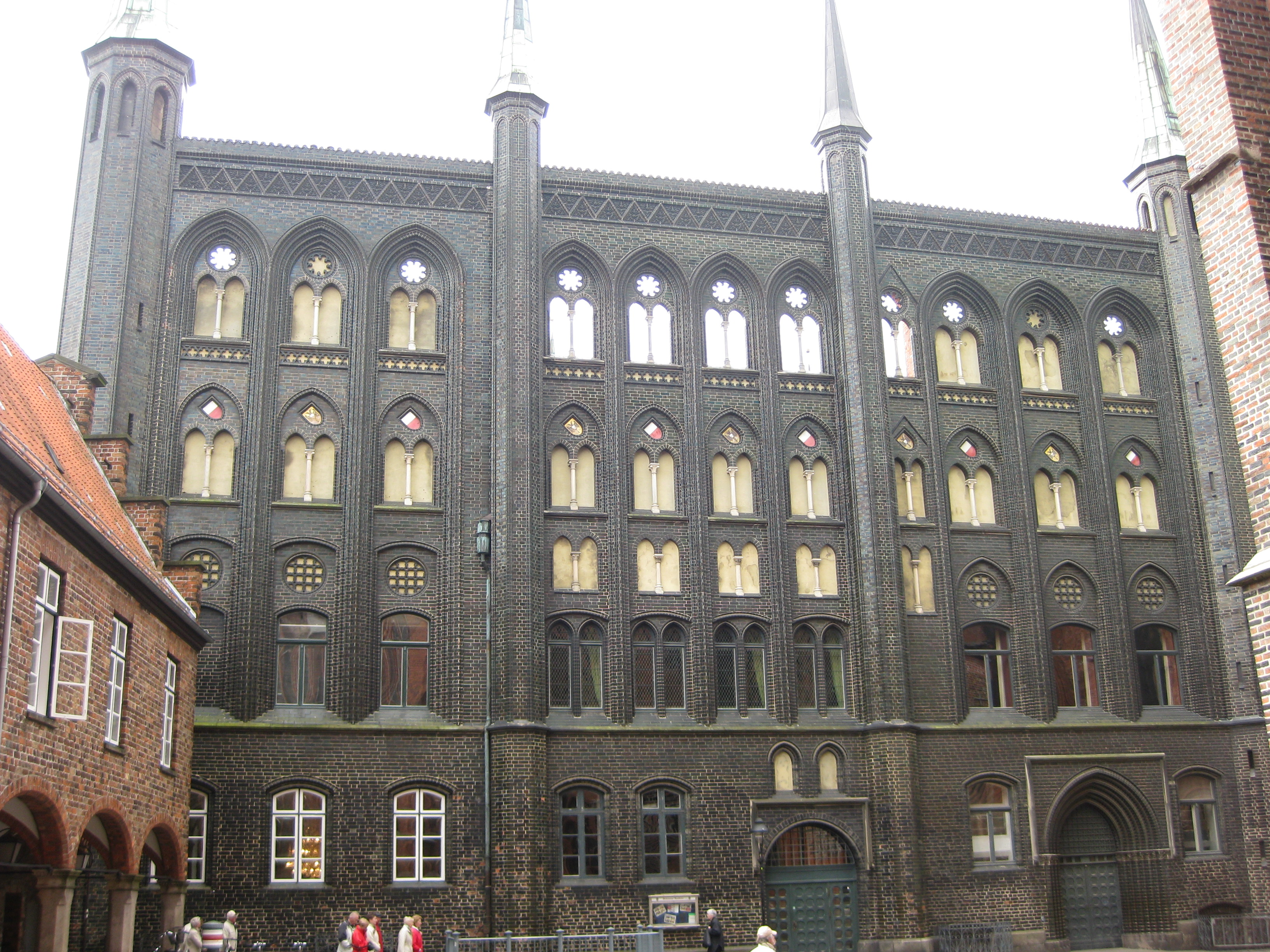
La façade Nord
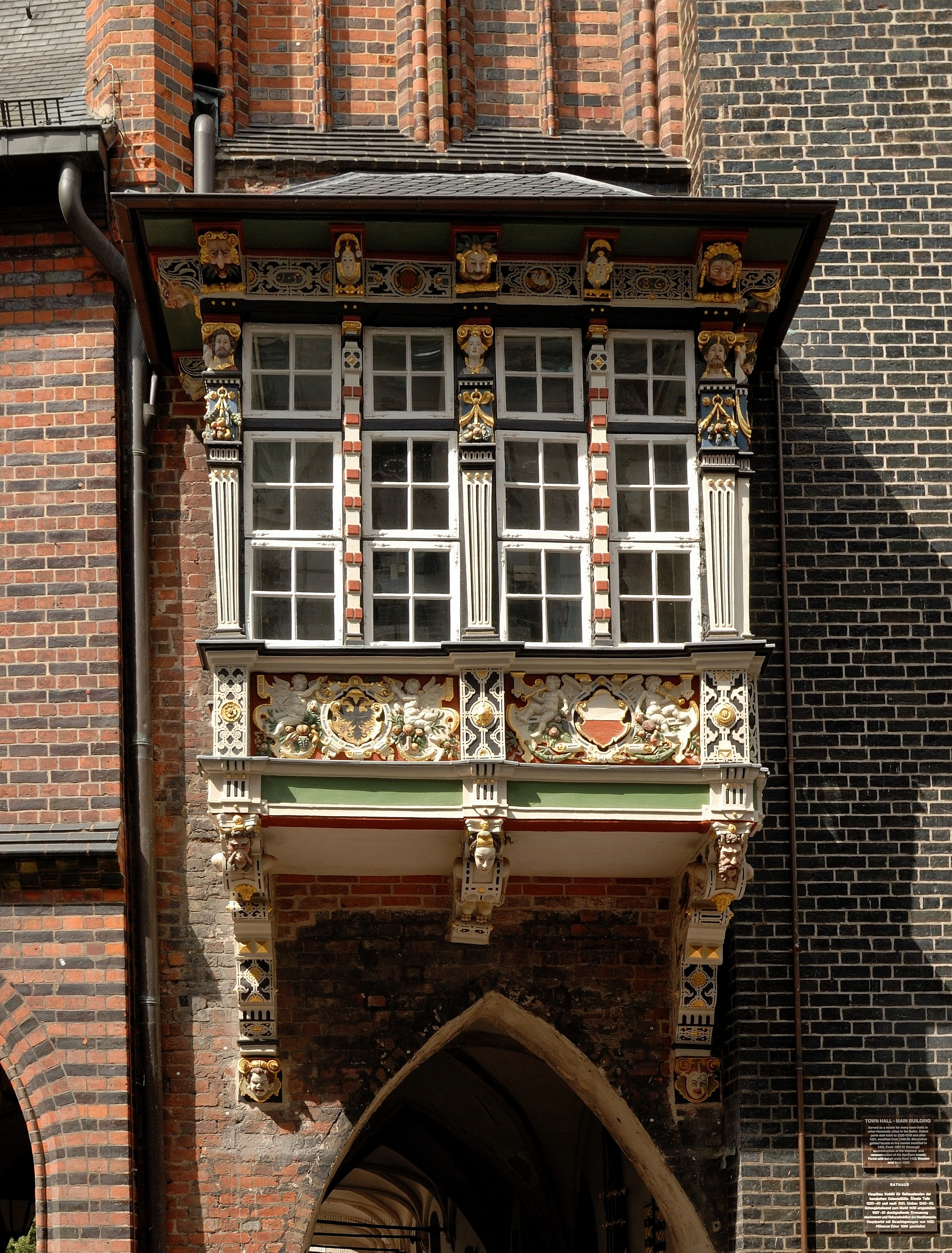
Balcon
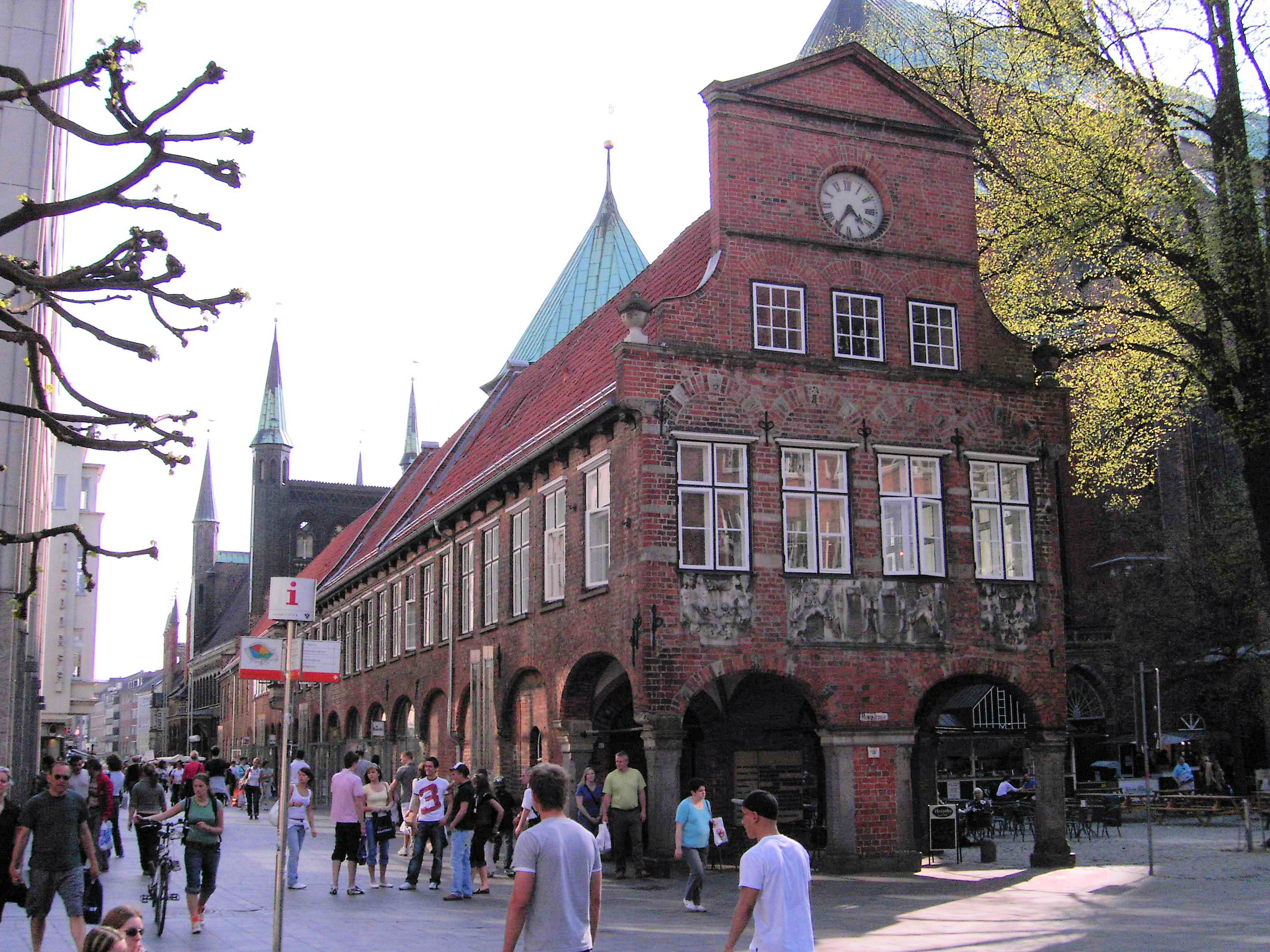
La chancellerie
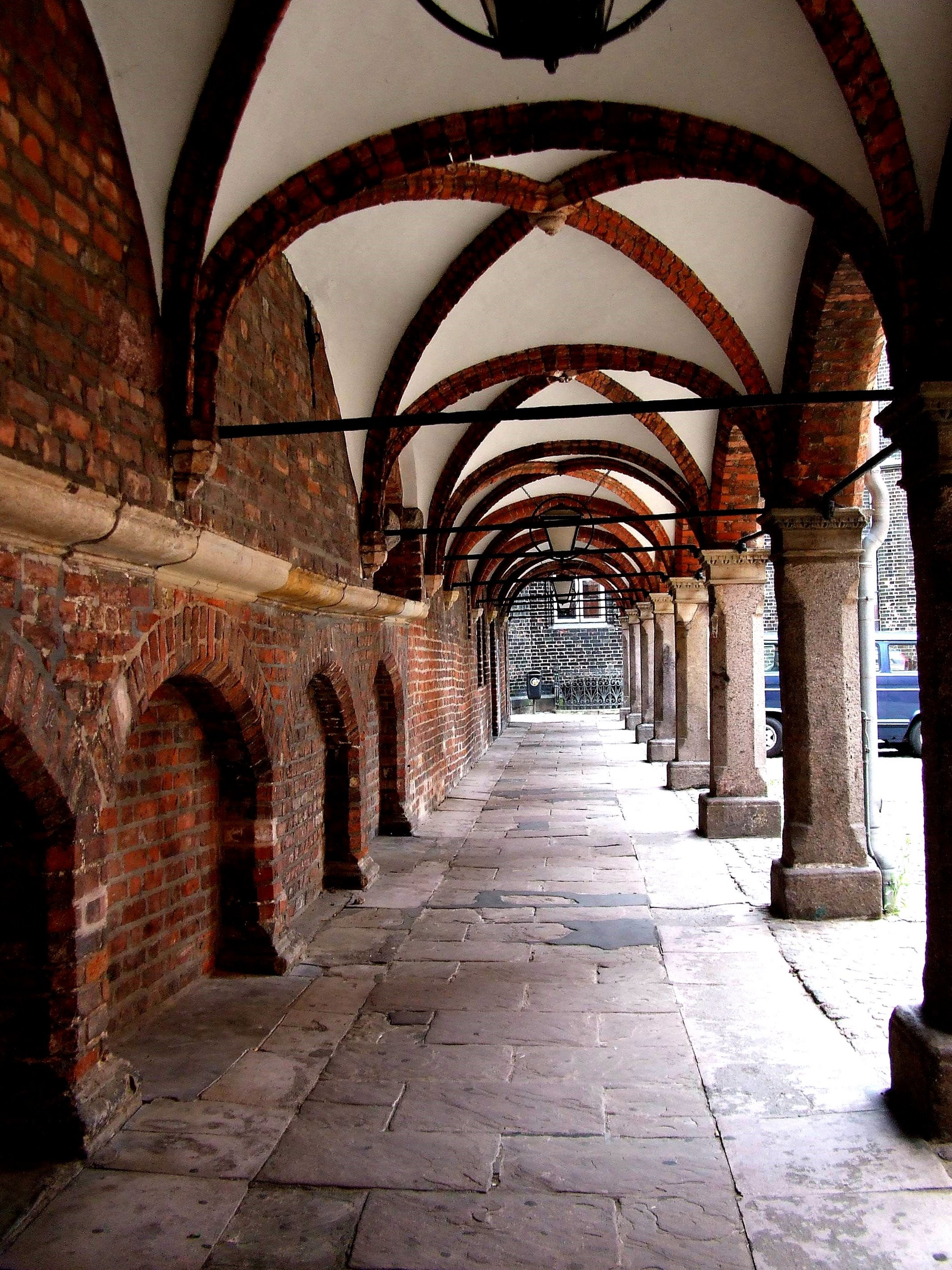
Arcades de la chancellerie

## Architecture intérieure
L'édifice repose sur un passage à arcades à croisée d'ogives sous lequel se trouvaient jadis les étals des orfèvres et la balance officielle de la ville.
Juste derrière la porte d'entrée se trouvent un hall d'entrée et un escalier où l'on voit de nombreuses images ayant pour thème des scènes de la fondation de la ville. À droite se trouve le portail de style Renaissance, de Tönnies Evers l'Ancien (de), qui mène à la salle du conseil et d'audiences. Cette salle était traditionnellement la salle du tribunal du conseil, où il se réunissait en tant qu'Oberhof. Des représentations sur les portes et des adages rappelaient aux participants leur devoir. Le jugement de Salomon est représenté au-dessus de la porte, par lequel il est fait référence à l'amour et à la justice. Les adages à l'intérieur de la salle, mais aussi à l'extérieur, proviennent d'un glossaire en bas allemand Reynke de vos (de) imprimé par Ludwig Dietz (de). Ce dernier reprenant des extraits de la première épître aux Corinthiens.
L'équipement de cette salle montre la transition entre le baroque tardif et le rococo. Sur les murs se trouvent dix tableaux allégoriques de Stefano Torelli, réalisés entre 1754 et 1761. Ils représentent les vertus d'un bon gouvernement, toutes sauf une sous forme de figures féminines. Seule l'incarnation féminine de la vertu de la discrétion était impensable pour l'imagination de l'époque. Les tableaux, dont les encadrements sont en stuc, donnent un style rococo à la salle.
Juste au-dessus de la salle d'audience se trouvait, au Moyen Âge, la salle de la Ligue hanséatique, qui était le lieu de réunion de la Ligue. Cette salle a été remplacée en 1818 par des bureaux administratifs.
Dans l'aile ouest se trouve la salle du conseil municipal, construite en 1891 dans le style néo-gothique dans le cadre de plus grands travaux de rénovation. Les couloirs comportent des tableaux d'anciens maires et conseillers municipaux. Les portraits des maires Thomas von Wickede et Gotthard V von Hoeveln sont attribués au peintre luebeckois de la Renaissance Hans Kemmer. Les peintures murales historicistes ont été installées par le peintre berlinois Max Friedrich Koch au cours des travaux de rénovation de 1891.
La boiserie de Tönnies Evers le Jeune (de) de la salle de la guerre était l'une des principales œuvres de la Renaissance tardive à Lübeck et donnait à la salle des fêtes un éclat particulier. La salle contenait l'équipement le plus ancien, qui était resté dans les anciennes salles d'apparat.
À l'étage supérieur de l'aile Renaissance se trouve, dans une niche, une statue de Gustave Ier Vasa. Créée par Anders Zorn, il s'agit d'une miniature de sa statue de Mora, en Suède. Elle a été installée le 16 juin 1920 comme cadeau du gouvernement suédois pour commémorer le séjour de Gustave Ier Vasa à Lübeck en 1519.

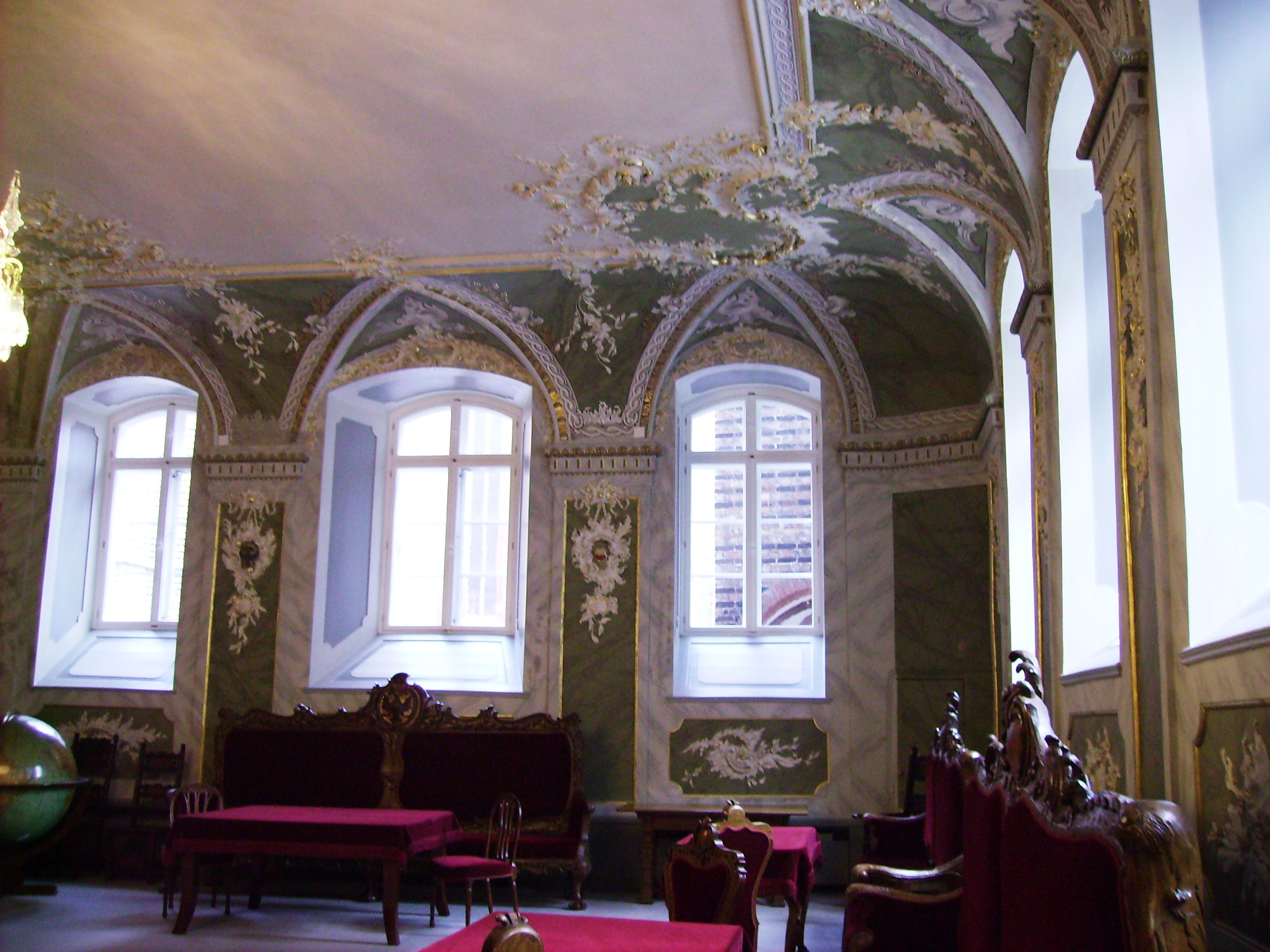
La salle d'audience
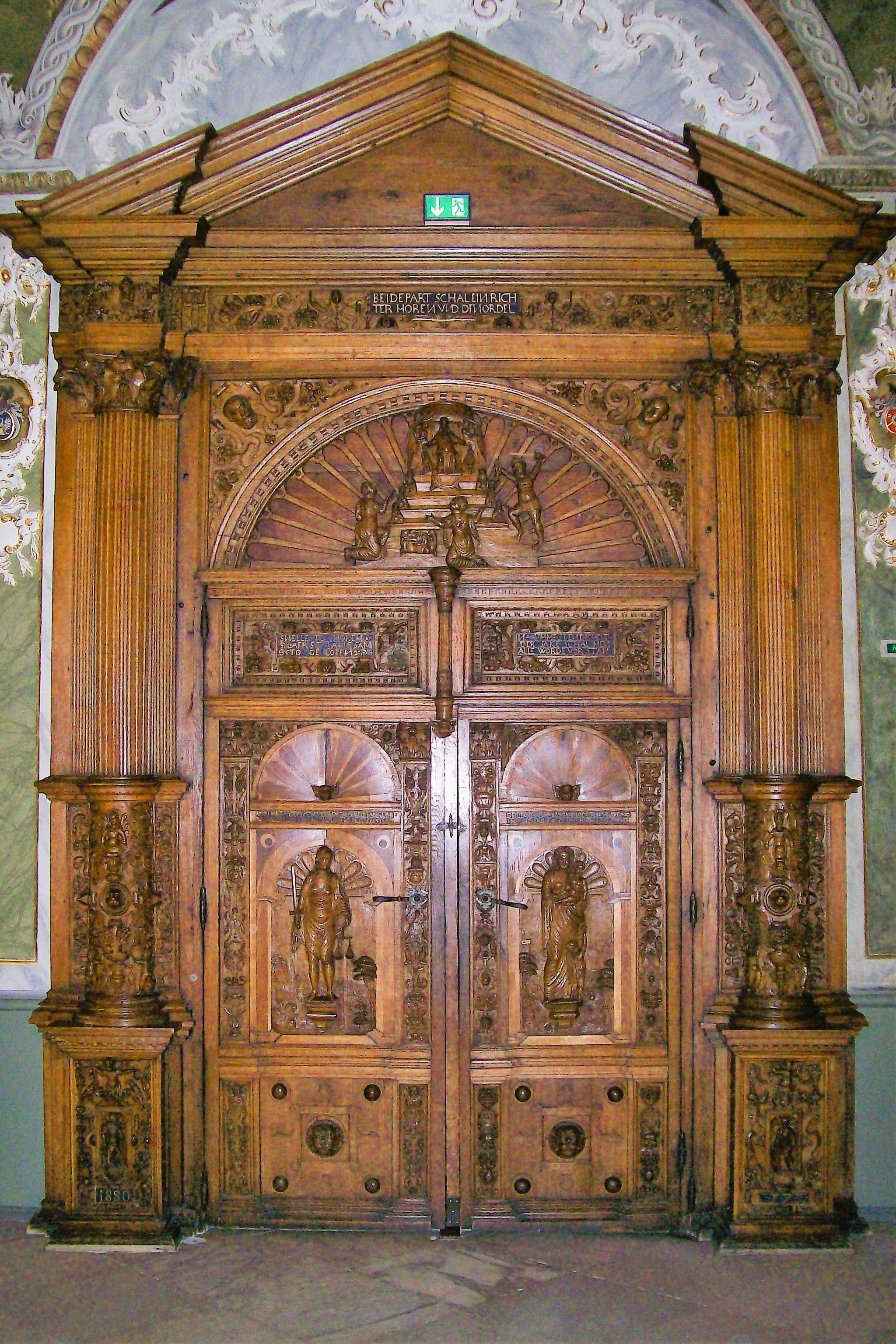
Le portail Renaissance de Tönnies Evers l'Ancien (1573)

## Particularités
Les trous circulaires dans les murs d'ornement de la façade donnant sur la place du marché ont pour but de briser le vent et de protéger la façade de la pression d'un vent trop fort. Les trous circulaires plus petits donnant sur l'église Sainte-Marie sont seulement décoratifs. Les portes de l'ancienne salle du tribunal au rez-de-chaussée sont de hauteurs différentes : les accusés acquittés étaient autorisés à sortir par la grande porte tandis que les condamnés devaient sortir par la petite en baissant la tête.
Une plaque en bronze en mémoire des conseillers municipaux victimes du nazisme : Erich Klann, Julius Leber, Moritz Neumark, Egon Nickel, Karl Ross, Paul Steen et Johannes Stelling, se trouve à l'entrée de la salle du conseil municipal.

### Traductions
1. ↑  neues Gemach
2. ↑  Kriegsstube
3. ↑  Rat
4. ↑  Appellationsgericht
5. ↑  Lübisches Recht
6. ↑  Bürgerschaft
7. ↑  Kellermeister
8. ↑  Kanzleigebäude
9. ↑  Backsteinrenaissance
10. ↑  Hansesaal